# Villemaury
Villemaury is een gemeente in het Franse departement Eure-et-Loir (regio Centre-Val de Loire). De plaats maakt deel uit van het arrondissement Châteaudun. Villemaury is op 1 januari 2017 ontstaan door de fusie van de gemeenten Civry, Lutz-en-Dunois, Ozoir-le-Breuil en Saint-Cloud-en-Dunois. De gemeente telde 1.300 inwoners op 1 januari 2022.

## Geografie
De oppervlakte van Villemaury bedroeg op 1 januari 2022 76,45 vierkante kilometer; de bevolkingsdichtheid was toen 17 inwoners per km².

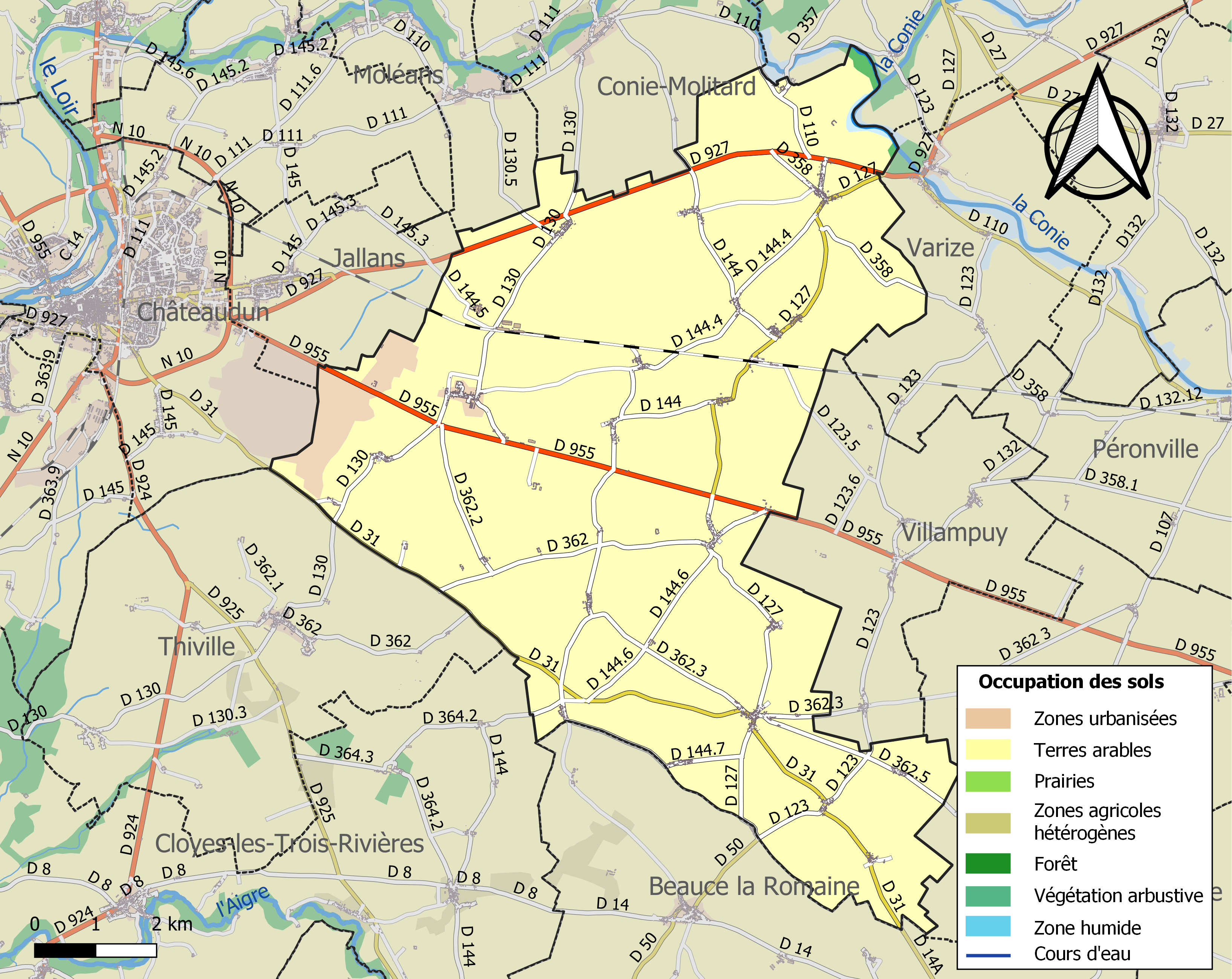
Kaart van de gemeente met belangrijkste infrastructuur, bodemgebruik en omliggende gemeenten